# Zabór
Zabór is een dorp in het Poolse woiwodschap Lubusz, in het district Zielonogórski. De plaats maakt deel uit van de gemeente Zabór en telt 950 inwoners.